# ドミニク・コレンソ
ドミニク・コレンソ（Dominic James Colenso, 1981年8月27日 - ）は、イギリス・ハーロウ出身の俳優。

## 出演作品
- ロスト・プリンス 英国王室 もうひとつの秘密 The Lost Prince (2003) テレビ映画
- サンダーバード Thunderbirds (2004)
- Whatever Love Means (2005) テレビ